# Cirrhilabrus luteovittatus
Cirrhilabrus luteovittatus е вид лъчеперка от семейство Labridae.

## Разпространение
Видът е разпространен в Малки далечни острови на САЩ, Маршалови острови и Микронезия.